# Víctor Daniel Camacho Monge
Víctor Daniel Camacho Monge (San José, 21 de julio de 1939) es un abogado, académico, sociólogo y ambientalista costarricense. Fue candidato presidencial de la coalición de izquierdas Pueblo Unido en 1990.

## Biografía
Licenciado en Derecho en la Universidad de Costa Rica en 1964, en 1968 cursa en la Universidad de Burdeos, Francia, la licenciatura en Sociología y el doctorado en Ciencias Sociales graduándose en 1971.
Catedrático de la UCR ha ejercido como director de la Revista de Ciencias Sociales, Director del Departamento
de Ciencias del Hombre entre 1972 y 1973, Secretario General del III Congreso Universitario, Decano de la Facultad de Ciencias Sociales, Director del Instituto de Investigaciones Sociales, impulsor de la Licenciatura Centroamericana en Sociología, Secretario General para América Latina de la Facultad Latinoamericana de Ciencias Sociales (FLACSO) de 1979 a 1984, miembro del Consejo Universitario de la Universidad Nacional de Costa Rica  de 1987 a 1990, miembro del Consejo Directivo de la Editorial Costa Rica, Director interino de Investigaciones de la Universidad Estatal a Distancia.
Fue también Presidente de la Asociación Latinoamericana de Sociología (ALAS) en 1974, luego vicepresidente en dos ocasiones: 1979 a 1981 y 1986 a 1988. Subdirector de la Escuela de Antropología y Sociología de la Universidad de Costa Rica. Reconocido como profesor emérito por la Asamblea de la Escuela de Antropología y Sociología.
Activista de los Derechos Humanos, fue director de la Comisión de Derechos Humanos de Centroamérica (CODEHUCA) y Presidente de la Fundación para la defensa de los Derechos Humanos en Centroamérica (FUNDEHUCA). Además de ambientalista, Camacho realizó diversas actividades a favor de la reforestación incluso donando fincas pertenecientes a su familia en Pérez Zeledón.